# مكانتس ستيوارت
مكانتس ستيوارت (بالإنجليزية: McCants Stewart)‏ هو محامي أمريكي، ولد في 11 يوليو 1877 في بروكلين في الولايات المتحدة، وتوفي في 14 أبريل 1919 في سان فرانسيسكو في الولايات المتحدة.